# Rodolfo Aicardi
Marco Tulio Aicardi Rivera, conocido artísticamente como Rodolfo Aicardi, (Galeras, Sucre; 23 de mayo de 1946 - Medellín, Antioquia; 24 de octubre de 2007) fue un cantautor colombiano-italiano de música tropical como la cumbia y el merengue, también incursionó en los géneros de bolero y romántica.
Además de vocalista, los instrumentos que dominaba eran: bajo, guitarra, guitarra de doce cuerdas, requinto, teclado electrónico, congas, y timbales.

## Biografía
Nació en Galeras, Sucre, pero a la semana de nacido su familia se fue a vivir a Magangué, Bolívar y vivió allí hasta los 15 años, edad a la cual se trasladó a Medellín donde desde joven empezó su carrera artística.
De niño le ayudaba a su abuela con los “mandados” de su tienda en Magangué. Arrastraba una furgoneta de plástico que cargaba un queso costeño y cantaba temas de José Alfredo Jiménez, Pedro Infante o Antonio Aguilar por las calles del pueblo. 
Hijo de Alfredo Aicardi padre de origen italiano, su madre Etilvia Rivera de origen colombiano.

### Carrera musical
Realizó su debut como vocalista con el grupo Sexteto Miramar. Adoptó el nombre artístico de «Rodolfo» y fue apoyado por Discos Fuentes en 1967, lanzando su primer disco como solista con el Miramar en 1969 titulado "Rodolfo y el sexteto Miramar". Aunque su primera grabación fue con el sello Sonolux hacia 1966 y como cantante del Club del Clan. En 1968 era baladista popular con LP de Discos Fuentes como "El Triunfador", o "El de siempre" publicado en 1980. 

Antigua foto de Rodolfo Aicardi con una guitarra de 12 cuerdas.

Poco tiempo después, se lanza al estrellato con los ritmos tropicales, ingresando al grupo "Los Hispanos" cuya voz líder fue Gustavo 'El Loko' Quintero a quien sustituye, Quintero se retira para formar el grupo de "Los Graduados" grabando con la disquera rival de Discos Fuentes, la Compañía Colombiana de Discos (Codiscos). El primer éxito de Rodolfo con Los Hispanos fue Así empezaron papá y mamá.
Luego de su separación de Los Hispanos en 1971, crea un grupo llamado Los ídolos. Su principal y mayor mercado fue Colombia sin embargo su música llegó a otros países latinoamericanos. 
Debido a su versatilidad incursiona en muchos géneros musicales tanto tropicales como románticos y todas sus variantes como por ejemplo la ranchera mexicana y las zambas argentinas, por lo que ingresa a los siguientes grupos en diferentes épocas:
- Los Hispanos (1969-1971), (1979-1993) con cumbias
- Los Chicos Ye-ye (Club del Clan) (1966)
- Sexteto Miramar (1967 - 1969) con baladas
- La Típica RA7  (1974-2005)
- El Concierto Hispano (1995-2007) con Ritmos Tropicales
- Los ídolos (1971-1972).
- Los líricos con Tropicales y Baladas.
- Los bestiales (1972-1973) con cumbia.
- Grupo Monteadentro (1982) con varios ritmos tropicales.
- La Sonora Dinamita como artista invitado a mediados de los años 80.
- Los hermanos Aicardi (2002-2007), tres de sus hijos formaron parte de esta agrupación, creada por Rodolfo Aicardi. Y en 2017 Gianni y Rodolfo Jr. continuaron los la agrupación hasta la actualidad.

#### La Típica RA7
Formó también su propia agrupación La Típica RA7 (1974-2007) en la que mayoritariamente sus ritmos eran cumbias, con la cual llegó a México (América Latina en general) y fue la más conocida, con ésta, grabó un gran número de cóvers de temas de la llamada cumbia peruana grabadas originalmente por agrupaciones como Orquesta de Manuel Mantilla, El Combo Palacio, Orquesta de Ray Cuestas, Combo Los Nativos, Pintura Roja alcanzando notoriedad con temas como "Que no quede huella" de Bronco, "Chica Bonita", "El Aguajal" de Los Shapis, "Colegiala", "Besos de Fuego" y la "Cumbia de la Vanidad", entre muchos otros, gracias a la interpretación particular y arreglos en muchos casos, que se le hacían a los temas. Después se evolucionó a la orquesta "El concierto Hispano", con la cual terminó su vida artística.
En la canción "chica bonita" grita la frase pa' que la bailen en París. Además de que en los 80's hacía alusión a los sonideros de México.

#### Los Hispanos
Con Los Hispanos Rodolfo estuvo desde 1969 hasta 1992 reemplazando a Gustavo Quintero, quien se iría de Los Hispanos para formar otra agrupación llamada Los Graduados. Rodolfo tuvo más éxitos en Los Hispanos que en cualquier otra agrupación, como "Enamorado", "Boquita de Caramelo", "Ocho Días" esta fue compuesta por Lisandro Meza, "Adonay", "Muchachita Celosa", entre muchos otros éxitos. Su primer éxito con Los Hispanos fue "Así Empezaron Papá y Mamá", grabado en 1969. Rodolfo tuvo impacto en Europa gracias a sus éxitos en Los Hispanos y en las otras agrupaciones, eso le abrió las puertas a ser un cantautor internacional, además es considerado el rey de los diciembres, ya que sus discos se escuchan en las épocas navideñas, a lo igual que Guillermo Buitrago, Armando Hernández y otros cantautores navideños. De los integrantes de Los Hispanos, había uno tocaba el bajo, era el director de la agrupación: Jairo Jiménez Jaramillo (compositor y director de Los Hispanos). La canción más navideña que grabó Rodolfo con Los Hispanos fue "Cantares de Navidad", ya que la temática y composición de la canción va dirigida a la Navidad y a la gente en la misma.

#### Los hermanos Aicardi
Esta agrupación fue creada por el mismo Rodolfo, la cual creó para que las nuevas generaciones conozcan sus canciones. Marco, Gianni y Rodolfo Aicardi, son miembros de esta banda, fueron coristas de Rodolfo en La típica RA7. Actualmente cantan las canciones de Aicardi con su propio estilo.

#### La Sonora Dinamita
Actuó como invitado en la década de los 80, interpretando los siguientes temas: El ciclón, La cumbia de mi pueblo, La niña Nory, María Cristina, Carola, El tizón, Soledad en la playa, La ricachona, Maluca.

#### Discos y reconocimiento internacional
Sus temas con las diferentes agrupaciones a las que perteneció se editaron tanto en Discos Fuentes de Colombia como en la desaparecida Discos Peerless de México, así sus temas aparecen en muchas series de LP, Casete y CD, del primer soporte magnético LP se tiene su aparición en la míticas series de LP y casete "Tequendama de Oro" y "Bailando y Gozando con 16 éxitos tropicales", y en diversas recopilaciones de La Sonora Dinamita, en este último país, aún se reeditan en CD temas del cantante pero bajo el sello Discos Fuentes y su subsidiaria Mexican Records debido pues de la desaparición de Peerless como sello que se fusionó a Warner Music con la que se tenía alianza para su introducción en el país norteamericano. Realizó grandes giras, promovido por Discos Fuentes visitando a México, Estados Unidos, Centroamérica y Sudamérica.
En el siglo XXI regresa a la vida artística, presentando canciones del pasado como "Adolorido" y "Las tres Marías" y la versión de Juanes "A Dios le pido", sin embargo su mayor éxito "Cariñito" del peruano Angel Rosado y Los Hijos del Sol, se grabó en los años 80, fue uno de los más escogidos de 14 Cañonazos Vol. 44 (2004).

#### Últimos años
Con el paso del tiempo, Aicardi presentó problemas de salud, padeciendo obesidad, diabetes tipo 2 e insuficiencia renal, debido a la falta de atención a la primera, padecimientos diagnosticados desde los años de sus mayores triunfos, los 80, con el tiempo tuvo como consecuencia la pérdida de los dos riñones, retinopatía diabética, parálisis facial, tuvo trasplante de riñones y presentó dificultades económicas.

## Muerte y homenajes
Luego de padecer por años un problema de diabetes tipo 2, fallece en la ciudad de Medellín. Rodolfo murió el 24 de octubre de 2007 por causa de un paro cardiaco y su crítico estado de salud. Fue cremado y enterrado en Jardines Montesacro de Itagüí.
Discos Fuentes, le rindió un homenaje con un DVD que contiene el testimonio de su vida y la opinión de muchos artistas colombianos. Sus hijos Marco Aicardi, Gianni Aicardi y Rodolfo Aicardi Montoya (Jr). deciden seguir cantando con la agrupación Los hermanos Aicardi, agrupación creada por el mismo Rodolfo de la cual sus tres hijos fueron coristas de Rodolfo en sus últimos 5 años de carrera artística.

## Discografía

### Balada y Popular
- chicos yeye (con el club del clan) (1966)

- Con Ustedes (Con El Sexteto Miramar) (1969)

- El Triunfador (1969)

- El Incontenible Rodolfo (1970)

- El Insuperable Rodolfo (1971)

- Definitivamente... Rodolfo (1972)

- Rodolfo (1973)

- El Primerísimo (1974)

- Rodolfo Romántico (1975)

- Baladista Sentimental (1976)

- Sensacional (1977)

- La Pena De Mi Viejo (1978)

- El De Siempre (1980)

- El Incomparable (1981)

- El De Siempre Vol. 2 (1982)

- El Internacional (1985)

- Baladas y Sentimiento (1988)

- El Cantante De Todos Los Tiempos (1996)

- Fantástico (2000)

- El ídolo de siempre (2002)

- Eternamente Rodolfo (2002)

### Ritmos Tropicales
- Yo Vine Pa' Gozar (Con El Sexteto Miramar) (1968)
- Salsa Mi Hermana (Con El Sexteto Miramar) (1968)
- De Nuevo Los Hispanos (1969)
- De Pelea (1969)
- De Peligro (1969)
- De Triunfo En Triunfo (1970)
- De Primera (1971)
- El Ídolo Con Los Ídolos (1971)
- Se Pusieron Las Pilas (Con la orquesta Los Ídolos) (1971)
- Se Pusieron Las Pilas Vol. 2 (Con la orquesta Los Ídolos) (1972)
- Lo Máximo (Con la orquesta Los Ídolos) (1972)
- Aquí Vienen (Con Los Bestiales) (1972)
- La Prima (Con Los Bestiales) (1973)
- Sabor De Bestiales (Con Los Bestiales) (1973)
- A Quién No le Gusta Eso (Con su orquesta La Típica RA7) (1974)
- Bailable (Con su orquesta La Típica RA7) (1975)
- Muy Bailable (La Típica RA7 Y Los Hispanos) (1976)
- Show Bailable (Con su orquesta La Típica RA7) (1976)
- De Regreso (1978)
- Qué Chévere... (1979)
- Qué Chévere... Vol. 2 (1980)
- Qué Chévere Vol. 3 (1981)
- Qué Chévere Vol. 4 (1982)
- Pa' Romper Parlantes (Con El Grupo Monteadentro) (1982)
- Qué Chévere Vol. 5 (1983)
- El Mano a Mano Del Año Vol. 1 (A dúo con Gustavo Quintero) (1984)
- Qué Chévere Vol. 6 (1985)
- El Mano a Maño Del Año Vol. 2 (A dúo con Gustavo Quintero) (1985)
- Fuera De Concurso (1986)
- Durísimo Bailable (1987)
- Rumba Bailable ¡¡Hasta las seis de la mañana!! (1988)
- Los Hispanos Y La Típica RA7 Con Rodolfo!! (1989)
- Lo Último... En Bailable (1991)
- Cantares De Navidad (1991)
- Lo Nuevo (1992)
- El Mejor De Siempre (1993)
- El Espectacular (1995)
- Nos Fuimos (1997)
- Se prendió el fogón (1998)
- De Regreso: Tropical y Original (2002)
- Así Canta Rodolfo (2003)
- Lo que faltaba de... Rodolfo Aicardi (2006)

## Canciones populares
Colegiala, Adonay, Cariñito, El Eco De Tu Adiós y Daniela.